# Mistrzostwa Świata w Pięcioboju Nowoczesnym 1959
Mistrzostwa Świata w Pięcioboju Nowoczesnym 1959 – 9. edycja mistrzostw odbyła się w Hershey.

## Klasyfikacja medalowa
| Lp. | Państwo           | złoto | srebro | brąz | Razem |
| --- | ----------------- | ----- | ------ | ---- | ----- |
| 1   | ZSRR              | 2     | -      | 1    | 3     |
| 2   | Finlandia         | -     | 1      | -    | 1     |
| -   | Węgry             | -     | 1      | -    | 1     |
| 4   | Stany Zjednoczone | -     | -      | 1    | 1     |

## Medaliści

### Mężczyźni
| Złoto                                                       | Srebro                                                  | Brąz                                                                   |
| Indywidualnie                                               |                                                         |                                                                        |
| Igor Nowikow                                                | András Balczó                                           | Aleksandr Tarasow                                                      |
| Drużynowo                                                   |                                                         |                                                                        |
| ZSRR · Aleksandr Tarasow · Nikołaj Tatarinow · Igor Nowikow | Finlandia · Tapio Kare · Berndt Katter · Wäinö Korhonen | Stany Zjednoczone · Leslie Bleamaster · George Lambert · Robert Miller |